# John Mauchly
John William Mauchly (Cincinnati, 30 de agosto de 1907 — Ambler, 8 de janeiro de 1980) foi um físico estadunidense. Ajudou a construir o primeiro computador eletrônico (ENIAC).
Junto com  John Presper Eckert e engenheiros da Universidade da Pensilvânia, em parceria com o Governo Federal dos Estados Unidos, construíram o primeiro computador eletrônico, conhecido como ENIAC (Electronic Numerical Integrator And Computer).
As ideias de John von Neumann - que são utilizadas até hoje - fizeram com que os computadores pudessem ser programados através de programas, rotinas de manipulação de dados que se utilizam de instruções próprias do computador.
O ENIAC tinha as seguintes características:
- totalmente eletrônico
- 17 468 válvulas
- 500 000 conexões de solda
- 30 toneladas de peso
- 180 m² de área construída
- 5,5 m de altura
- 25 m de comprimento
- 2 vezes maior que MARK I